# Clóvis Bulcão
Clóvis Bulcão de Moraes (Rio de Janeiro, 27 de outubro de 1959) é um escritor e historiador brasileiro.

## Biografia
Estreou no mundo das letras em 1998, com o Romance histórico A Quarta Parte do Mundo. O livro é um relato sobre a chegada dos primeiros templários ao Brasil, em 1555, e foi premiado pela Biblioteca Nacional do Rio de Janeiro. O trabalho acabou inspirando a série de documentários Brasil – A quarta parte do mundo, dividido nos episódios Os judeus, Quem são os descobridores, O ouro, A prata, A França Antártica, Sociedades invisíveis e Redescobrindo a América.
Em 2002, foi um dos autores do livro Corrupção 18 contos, editado pela ONG Transparência Brasil e Arte Ateliê. No ano seguinte, publicou A Marquesa dos Santos, ficção em doze contos, e o texto intitulado Carne apimentada.
Talvez o seu trabalho mais importante seja o Pequeno dicionário de personagens da literatura brasileira, um livro que reúne os mais importantes livros e autores dos séculos XIX e XX da literatura brasileira.
Entre os anos 2003 e 2005, Clovis trabalhou com a apresentadora Regina Casé do programa Um Pé de Quê?.
Em 2006, o documentário Os judeus começou a fazer sucesso. Disponível na Biblioteca do Futuro, o filme rendeu ao autor uma menção de louvor conferida pela comissão parlamentar Brasil-Israel, da Assembléia Legislativa do Estado do Rio de Janeiro. Em junho do mesmo ano, participou de dois Seminários pela Paz, em Jerusalém e na cidade de Ascalão.
Clovis Bulcão também é autor da biografia Leopoldina – A Princesa do Brasil. Em 2008 lançou a biografia do padre Antonio Vieira, pela editora José Olímpio.
Em 2015 lançou o livro Os Guinle, que conta um pouco sobre uma das famílias mais importantes e poderosas do Rio de Janeiro.
Desde 2000 é professor do Departamento de História do Instituto Superior de Educação do Rio de Janeiro e também radialista na Rádio Tupi.